# 傑佛遜縣 (堪薩斯州)
傑佛遜縣（英語：Jefferson County，縮寫JF）是位於美国堪薩斯州東北部的一個縣，面積1,442平方公里。根据美国人口普查局2020年统计，共有人口18,368人。县治奧斯卡盧薩。